# Coliseo Bernardo Caraballo
El Coliseo Bernardo Caraballo es un estadio cubierto ubicado en la ciudad colombiana de Cartagena de Indias en el departamento de Bolívar. Fue construido e inaugurado en el año 2006 con motivo de los XX Juegos Centroamericanos y del Caribe en 2006, y cuenta con capacidad para 2.500 espectadores.
Este escenario lleva desde el año 2014 el nombre del reconocido boxeador cartagenero Bernardo Caraballo, fallecido en 2022.
El escenario ha sido objeto de varias reformas, la más reciente en 2014 previo a los XXI Juegos Deportivos Nacionales.
El escenario es utilizado para sus partidos en condición de local del club Corsarios de Cartagena en la Liga Profesional de Baloncesto de Colombia.